# Comodo AntiVirus
Comodo AntiVirus —  безкоштовний антивірус з  закритим кодом компанії Comodo для Microsoft Windows XP,  Vista та Windows 7. Comodo AntiVirus входить до складу Comodo Internet Security.

## Можливості програми
- Евристичний аналіз.
- Проактивний захист.
- Захист від  переповнення буфера.
- Вбудований планувальник сканування.
- Щоденні, автоматичні оновлення антивірусних баз.
- Ізолювання підозрілих файлів в карантин для запобігання інфекції.
- Виявлення, блокування та видалення  вірусів з настільних комп'ютерів і мереж.

## Особливості програми
Проактивний захист включає в себе HIPS (Host Intrusion Prevention Systems) - система відображення локальних загроз. Завданням HIPS є контроль за роботою додатків і блокування потенційно небезпечних операцій по заданим критеріям.